# دوو کالوس
دوو کالوس (به انگلیسی: Daewoo Kalos) خودرویی هاچ‌بک کامپکت است که، از سال ۲۰۰۲ تا کنون تولید شده‌است. طراحی آن خودروهای موتور جلو-محور جلو بوده است. سامانه جعبه‌دندهٔ آن ۴ دنده به دو صورت خودکار و دستی است.

## نگارخانه

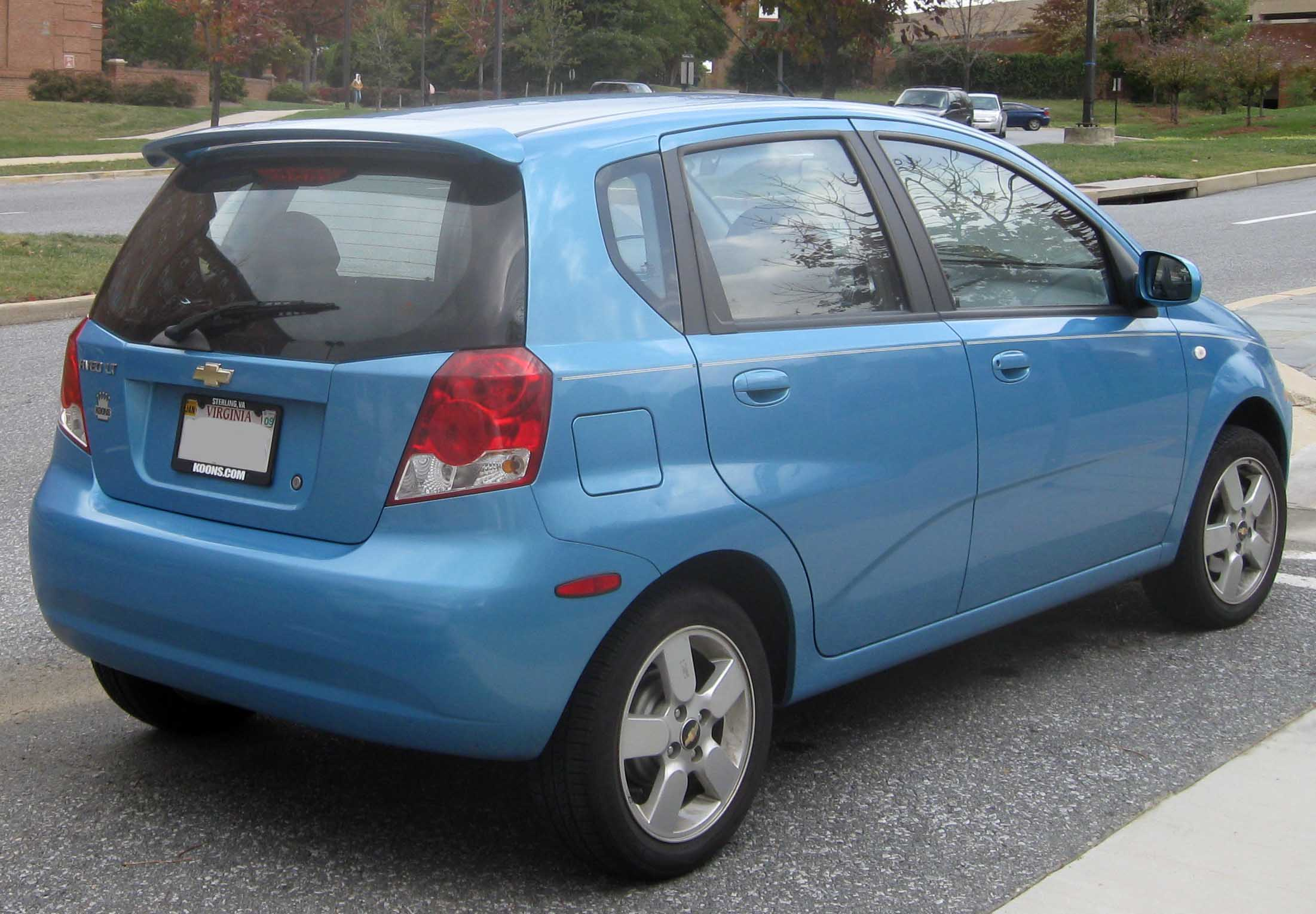
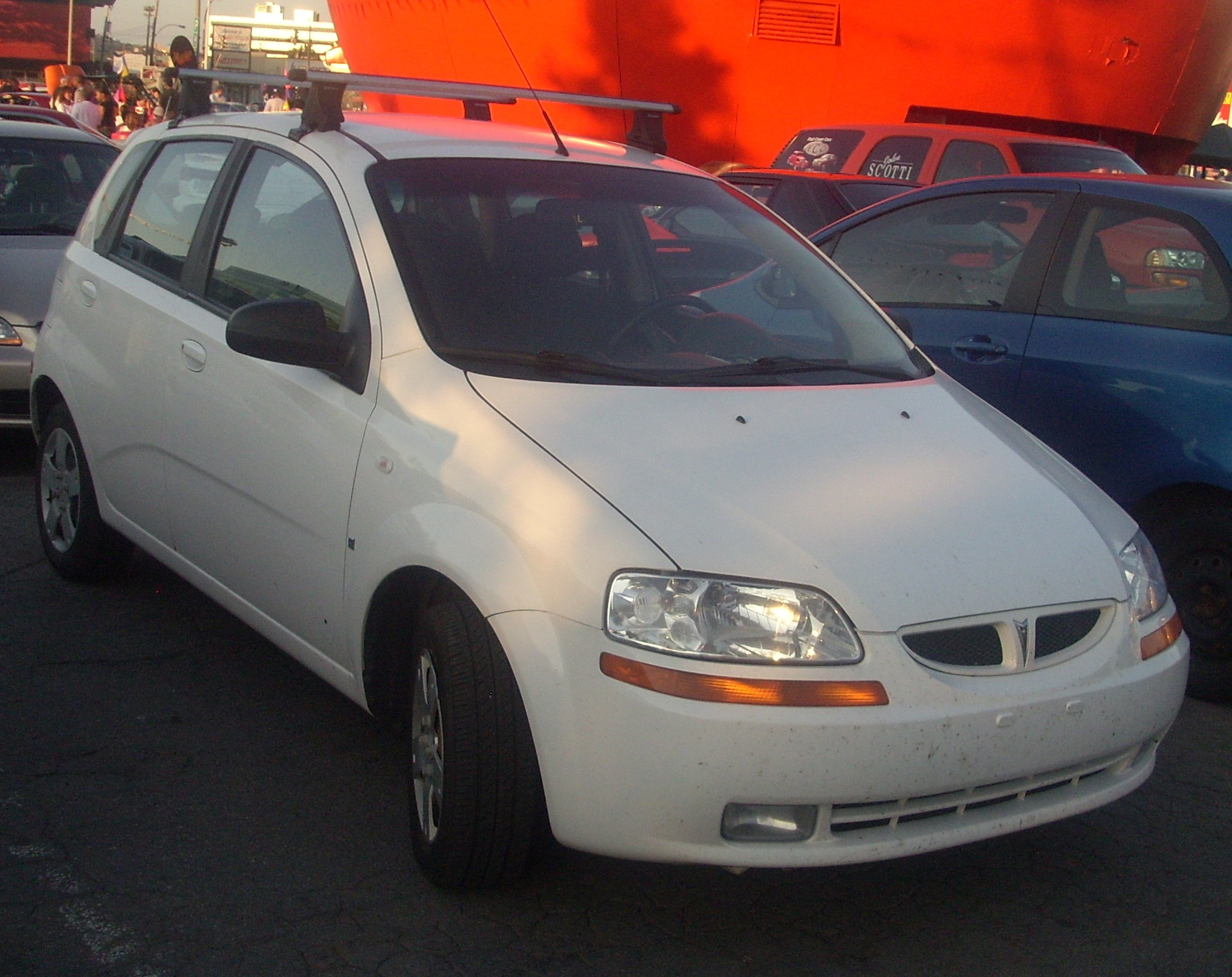
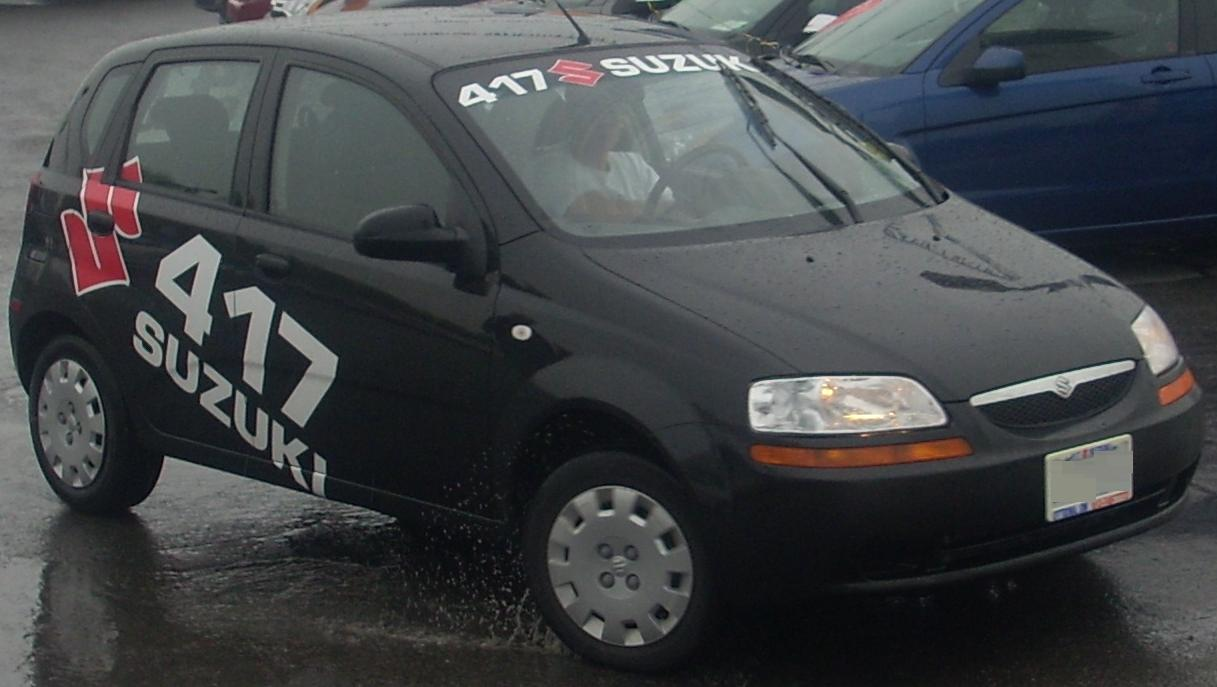
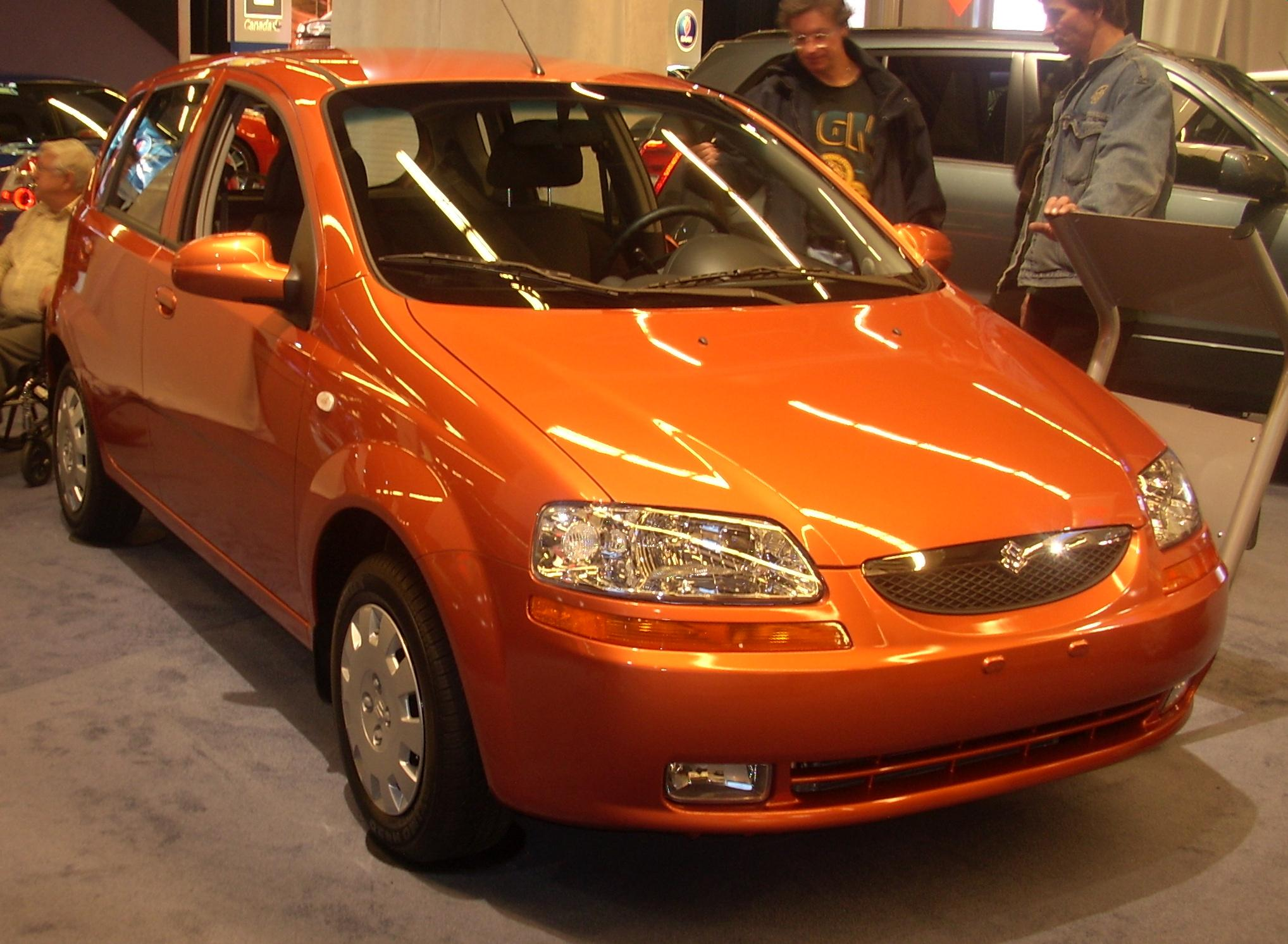